# Igli (Marocco)
Igli  (in arabo اكلي‎?) è un centro abitato e comune rurale del Marocco situato nella provincia di Taroudant, regione di Souss-Massa. Conta una popolazione di 11 197 abitanti (censimento 2014).